# Eh bien, ma jolie
Eh bien, ma jolie est un roman de James Hadley Chase publié en 1967

## Résumé
Dans les années 1960 le malfaiteur  Maisky se faisant passer pour un journaliste, a donné RDV à Lana, employée du casino, à l'aquarium de Paradise City en Floride. Il a l'habitude de s'adresser à elle par un « eh bien, ma jolie ». Il lui achète des renseignements afin de préparer le cambriolage à main armée du casino. Les truands Jess, Mish, Jack et Wash sont convoqués pour l'opération. Lors du vol, ils tuent deux gardes et un jeune homme dans leur fuite. Wash et Jack sont tués. Maisky part avec l'argent. Tom, policier, trouve Lana morte, empoisonnée par Maisky. Mish est tué. Les campeurs Sheila et son époux Tom empruntent la voiture de Maisky mais gardent l'argent qu'ils enterrent. Maisky les retrouve et s'impose à leur domicile en les menaçant. Tom identifie la cupide Sheila (qui a dépensé deux des billets du magot) son mari tue Maisky et elle s'enfuit.